# 派茨多夫
派茨多夫（德語：Paitzdorf）是德国图林根州的市镇，隶属于格赖茨县。总面积为8.67平方千米，截至2023年12月31日总人口为420人。